# Emperial Live Ceremony
Albums de Emperor
IX Equilibrium
(1999) Prometheus: The Discipline of Fire & Demise
(2001)
Emperial Live Ceremony est le deuxième album live du groupe de black metal symphonique norvégien Emperor. L'album est sorti le sous le label Candlelight Records.
L'album a été enregistré pendant un tournée du groupe au Royaume-Uni, le 14 avril 1999, alors que le groupe faisait la promotion de son album IX Equilibrium, qui à l'époque n'était pas encore sorti mais dont les titres étaient déjà enregistrés et finis.
L'album est également sorti en VHS et en DVD.

## Musiciens
- Ihsahn – chant, guitare
- Samoth – guitare
- Tyr – basse
- Trym Torson – batterie
- Charmand Grimloch - claviers

## Liste des morceaux
1. Curse You All Men – 5:43
2. Thus Spake The Nightspirit – 4:25
3. I Am the Black Wizards – 5:34
4. An Elegy Of Icaros – 6:11
5. With Strength I Burn – 7:48
6. Sworn – 4:31
7. Night Of The Graveless Souls – 3:10
8. Inno A Satana – 5:07
9. Ye Entrancemperium – 6:09